# ميكي سيمبسون
ميكي سيمبسون (بالإنجليزية: Mickey Simpson)‏ هو ممثل أمريكي، ولد في 3 ديسمبر 1913 في الولايات المتحدة، وتوفي بنفس المكان في 23 سبتمبر 1985.

## وصلات خارجية
- ميكي سيمبسون على موقع بوكس ريك (الإنجليزية) (registration required)

- ميكي سيمبسون على موقع IMDb (الإنجليزية)
- ميكي سيمبسون على موقع أول موفي (الإنجليزية)
- ميكي سيمبسون على موقع قاعدة بيانات الفيلم (الإنجليزية)